# Église Notre-Dame-de-l'Assomption de Gréalou
L'église Notre-Dame-de-l'Assomption de Gréalou est une église catholique située à Gréalou, dans le département du Lot, en France.

## Localisation
L'église Notre-Dame-de-l'Assomption est située dans le département français du Lot, à Gréalou.

## Historique
Le bourg de Gréalou est un ancien fief des Barasc de Béduer. Il était traversé par la via Podiensis, route de Saint-Jacques-de-Compostelle venant du Puy-en-Velay.
L'église a été construite au XIIe siècle. Il en subsiste les parties en appareil de moellons calcaires parfaitement taillés de l'abside, la croisée du transept et la première travée de la nef. L'arc triomphal du chœur est orné de chapiteaux de facture simple.
Après la guerre de Cent Ans, l'abside a été restaurée suivant le plan d'origine. Le bras gauche du transept a été reconstruit à la fin du XVe siècle. Le bras droit du transept, la sacristie et le clocher ont été édifiés plus tardivement. Le bénitier de la nef porte la date de 1684, date qui peut correspondre à une phase de construction.
Au XIXe siècle, la nef a été allongée d'une seconde travée, le bras sud du transept est détruit et reconstruit sur le modèle du bras nord. L’église a reçu un programme iconographique composé d’éléments architecturaux néoclassiques avec dans l'abside un panneau central dédié à l'Assomption de la Vierge. Ce panneau a été remplacé par une copie d'un tableau de Murillo.
L'édifice est inscrit au titre des monuments historiques le 2 mars 1959.
Plusieurs objets sont référencer dans la base Palissy.

## Description
L’édifice adopte un plan en croix composé d’un chœur semi-circulaire, d’un transept et d’une nef à deux travées.
L'abside est voûtée en cul-de-four. Elle est précédée d'une travée droite couverte en berceau plein cintre. Les deux chapelles latérales sont voûtées d'ogives. La croisée du transept et les deux travées de la nef sont couverts par des voûtes d'arêtes.